# Madhuri Vijay
 (août 2024).
Œuvres principales
The far field
Madhuri Vijay, née en 1992 à Bangalore, est une romancière indo-américaine. Elle est en particulier connue pour le roman The far field, traduit sous le titre français Le temps de l'indulgence et lauréat en 2019 du prix JCB (en).

## Biographie
Madhuri Vijay est originaire de Bangalore où elle naît en 1992.
Elle mène des études de littérature à l'Université Lawrence puis une spécialisation en écriture créative à l'Iowa Writers' Workshop. Elle s'installe ensuite à Hawaï où elle est enseignante ; elle est enceinte de son premier enfant au début de 2020, lors de la remise de son prix,,.
Elle estime que son identité d'auteur ne peut être perçue seulement sous le prisme de son origine indienne. De son point de vue, de nombreux autres facteurs influencent son style : le fait qu'elle soit indienne du Sud, d'ethnie tamoule, originaire de Bangalore, hindoue, de langue anglaise, formée à l'étranger, ainsi qu'une femme.

## Œuvre
En 2019, Madhuri Vijay  publie le roman The far field, qui raconte la quête initialement puérile d'une jeune femme de Bangalore, qui s'élargit progressivement à de bien plus vastes horizons. Le critique Ron Charles (en) estime que cet élargissement progressif illustre le recueil poétique éponyme (en) de Theodore Roethke. Nikesh Shulka (en) considère que Maduri Vijay « écrit avec une assurance surprenante pour un romancier débutant, et [que] c'est un délice à lire ».

## Récompenses et distinctions
En novembre 2019, le prix JCB (en) vient récompenser son roman The far field, traduit sous le titre français Le temps de l'indulgence et par ailleurs également lauréat des prix Tata Literature Live First Book Award, Women AutHer Awards et Pushcart,.